# Bušel
Bušel, okrajšano bsh. je imperialna enota za volumen razsutega tovora kot npr. žito. Ime izhaja iz 14. stoletja iz besede buschel ali busschel.
Ameriški bušel ima volumen 35,2391 litrov, imperialni pa 36,36872 litrov. 

## Bušel kot enota za maso
Bušel se kdaj uporablja tudi za merjenje teže (mase), tipične vrednosti 1 bušla so:
- pšenica – cca 27,216 kg
- oves – cca 14,5 kg
- ječmen - cca 21,77 kg
- koruza – cca 25,4016 kg